# Liste der größten Unternehmen in Lettland
Die Liste der größten Unternehmen in Lettland enthält die in der Liste der „Coface Baltic Top 50“ veröffentlichten umsatzstärksten Unternehmen in Lettland im Geschäftsjahr 2018. Banken und Versicherungen haben keinen Rang, da sie in der originalen Top 50 nicht vorhanden sind.
| Rang | Name             | Hauptsitz | Umsatz (Mio. €) | Mitarbeiter | Branche                  |
| ---- | ---------------- | --------- | --------------- | ----------- | ------------------------ |
| 1.   | Uralkali Trading | Riga      | 1944            | 51          |                          |
| 2.   | Elko Grupa       | Riga      | 1497            | 1000        | Informationstechnik      |
| 3.   | RIMI Latvia      | Riga      | 894             | 5717        | Lebensmitteleinzelhandel |
| 4.   | Uralchem Trading | Riga      | 885             | 49          |                          |
| 5.   | Latvenergo       | Riga      | 878             | 3617        | Energie                  |
| 6.   | Maxima Latvija   | Riga      | 777             | 7427        | Einzelhandel             |
| 7.   | Orlen Latvija    | Riga      | 560             | 9           | Energy & Resources       |